# Horizonte Futebol Clube
Horizonte Fútbol Club es un equipo de fútbol de la ciudad de Horizonte, en el estado de Ceará. Fue fundado el 27 de marzo de 2004. Disputa actualmente  el Campeonato Cearense.

## Estadio
El Estadio Olímpico Horácio Domingos de Sousa, popularmente conocido como Domingão, es el estadio donde el Horizonte manda sus partidos. El estadio comenzó a ser reformado en 2003 y fue entregue en 2008 por un valor de R$ 20 millones. La primera partida fue un amistoso vencido por el Horizonte en un resultado de 3-0 sobre el equipo del Ceará.
El Estadio ya recibió grandes equipos del fútbol brasileño como Flamengo, Fluminense, Palmeiras, Guarani, América de Natal. 

## Mascota
La Mascota del Horizonte es el Gallo, cariñosamente llamado por su hinchada de "Gallo del Tablero", que también es el apodo del equipo.

## Palmarés
- Campeón del Torneo Inicio de la 3ª División Cearense: 2004
- Campeonato Cearense de Serie B: 2007, 2023
- Taça Padre Cícero: 2010, 2012
- Copa Fares Lopes: 2010, 2011